# Ieratchimo
Le Ieratchimo (en russe : Ерачимо) est une rivière de Russie qui coule dans le krai de Krasnoïarsk en Sibérie centrale. C'est un affluent de la Toungouska inférieure en rive droite, donc un sous-affluent de l'Ienisseï. 

## Géographie
Le bassin versant du Ieratchimo a une superficie de 9 100 km2, surface de taille équivalente à celle du département français de la Dordogne. Son débit moyen en fin de parcours est de 139 m3/s. La rivière présente des crues annuelles au printemps, en mai et surtout en juin. La période d'étiage se déroule en hiver. 
Le Ieratchimo prend naissance dans le krai de Krasnoïarsk, sur le versant sud-ouest des monts Poutorana, vaste massif d'origine volcanique situé au nord-est du plateau de Sibérie centrale. Sa source est située au sud-est de celle de la Toutontchana. Son bassin est enserré entre celui de la Severnaïa au nord-ouest, et celui de la Toutontchana au sud-est, toutes deux affluents comme lui de la Toungouska inférieure. Le Ieratchimo coule grosso modo du nord-est vers le sud-ouest dans une région au climat rigoureux, en pleine taïga quasi inhabitée. Il finit par se jeter en rive droite dans le cours inférieur de la Toungouska inférieure, au niveau de la localité de Bolchoï Porog (ce qui signifie grand rapide).

## Le gel
Le Ieratchimo est pris par les glaces au mois d'octobre. Le dégel se produit fin mai ou début juin.
Le bassin versant du Ieratchimo, comme la plus grande partie de la région centre-nord du plateau de Sibérie centrale, repose totalement sur un manteau de sol gelé en permanence (pergélisol continu), d'une épaisseur de plus de 100 mètres, pouvant atteindre 300 mètres.

## Hydrométrie - Les débits à Bolchoï Porog
Le Ieratchimo est un cours d'eau très irrégulier. Son débit a été observé pendant 38 ans (entre 1949 et 1999) à Bolchoï Porog, station hydrométrique située à 7 kilomètres de son confluent avec la Toungouska inférieure. 
Le débit inter annuel moyen ou module observé à Bolchoï Porog durant cette période était de 139 m3/s pour une surface drainée 9 100 km2, soit la totalité du bassin versant de la rivière.
La lame d'eau écoulée dans ce bassin versant se monte ainsi à 483 millimètres par an, ce qui peut être considéré comme très élevé, et résulte de l'importance des précipitations tombant sur la partie ouest des monts Poutorana. 
Rivière alimentée en grande partie par la fonte des neiges, mais aussi par les précipitations de l'été et de l'automne, le Ieratchimo est un cours d'eau de régime nivo-pluvial qui présente deux saisons. 
Les hautes eaux se déroulent du printemps jusqu'au début de l'automne, du mois de mai au mois de septembre, avec un sommet très net en juin, ce qui correspond au dégel et à la fonte des neiges. Le bassin bénéficie de précipitations en toutes saisons, lesquelles tombent sous forme de pluie en saison estivale et automnale. Les pluies et la continuation de la fonte des glaces expliquent que le débit de juillet à septembre soit bien soutenu. En octobre et novembre, le débit de la rivière chute rapidement, ce qui mène à la période des basses eaux. Celle-ci a lieu de novembre à avril inclus et correspond à l'hiver et aux puissantes gelées qui s'étendent sur toute la région. 
Le débit moyen mensuel observé en mars (minimum d'étiage) est de 15,5 m3/s, tandis que le débit moyen du mois de juin, maximum de l'année, atteint 906 m3/s, ce qui témoigne de l'amplitude très importante des variations saisonnières. Sur la durée d'observation de 38 ans, le débit mensuel minimal a été de 2,98 m3/s au mois de mars 1968, tandis que le débit mensuel maximal s'est élevé à 1 670 m3/s en juin 1980.
En ce qui concerne la période libre de glace (de juin à septembre inclus), le débit mensuel minimal observé a été de 38,2 m3/s en août 1976, ce qui restait fort confortable.  